# Famille de Catheu
La famille de Catheu, olim Catheux, est une famille subsistante  d'ancienne bourgeoisie française, originaire de Beauvais.

## Histoire
La famille de Catheu compte plusieurs maires et échevins de Beauvais. Une branche de la famille de Catheu, éteinte, est anoblie par charge de secrétaire du roi en 1769.

## Personnalités
- Jean de Catheux, échevins de Beauvais en 1552[3].
- Paul de Catheux, échevins de Beauvais en 1596[3].
- Charles de Catheu, conseiller au présidial de Beauvais en 1769[3].
- Théodore de Catheu, avocat, chef de cabinet du ministre de l'Intérieur[4].
- Hubert de Catheu, membre du Jockey Club, cavalier et éleveur de chevaux de pur-sang au haras de Clairefeuille, président de sociétés de courses hippiques, maire de Ménil-Froger.

## Galerie

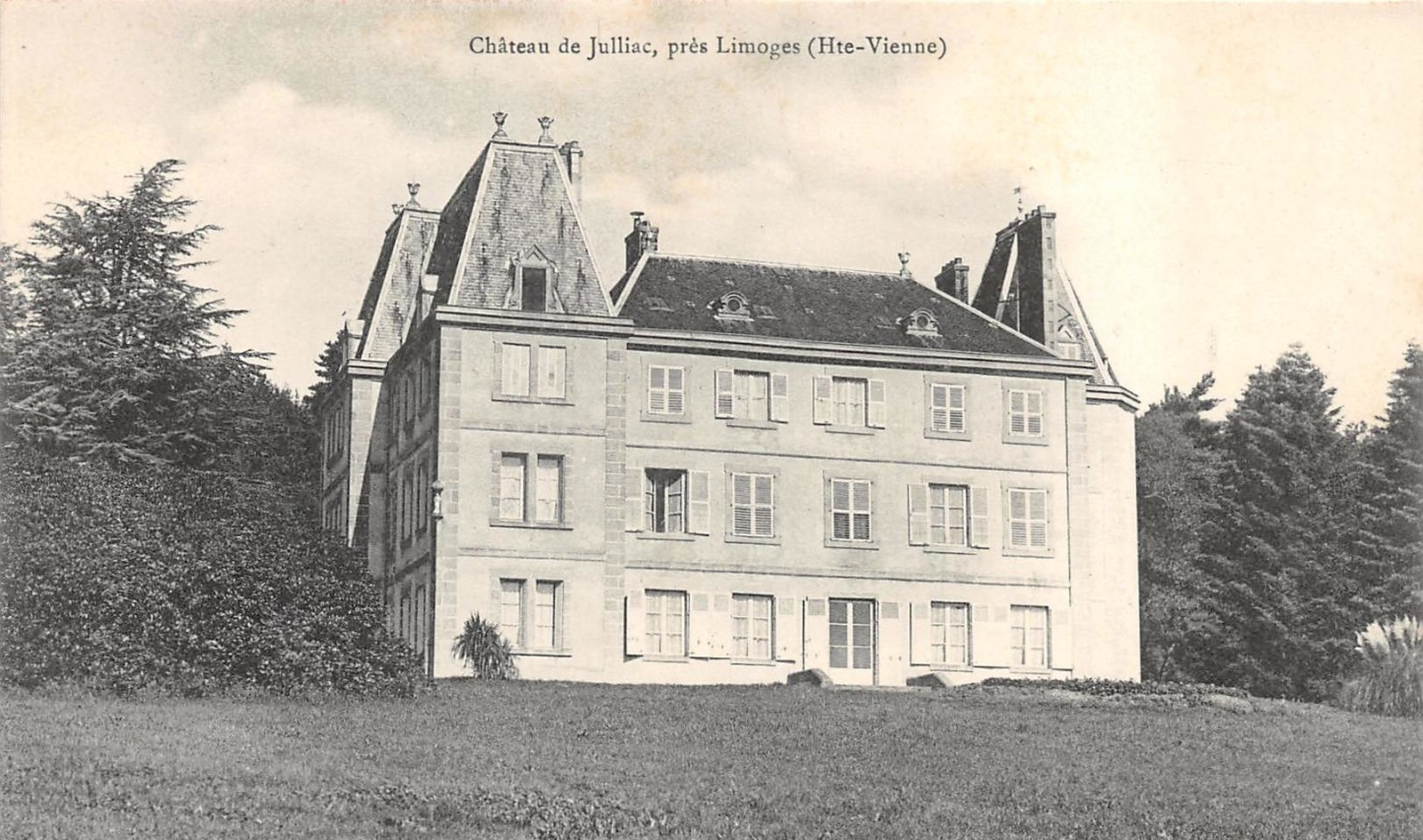
Château de Juillac, Limoges.

## Armes
| Image | Blasonnement                                                   |
| ----- | -------------------------------------------------------------- |
|       | Famille de Catheux : - D'argent à trois chats-huants de sable. |

## Alliances
Les principales alliances de la famille sont : Borel de Brétizel, de Bois d'Hyver (1859), Bourdeau de La Judie (1877), Duvergier de Hauranne (1898), d'Auray de Saint-Pois (1909), Olphe-Galliard (1909), de Vaux de Foletier (1919), de Brie (1933), de Vanssay de Blavous (1936), Clappier (1941), Fould (1947), de Penfentenyo.

## Odonymie
- Prix Hubert de Catheu.